# 2020 BE102
2020 BE102 — транснептуновий об'єкт у розсіяному диску діаметром близько 350 кілометрів. Відкритий 24 січня 2020 року американськими астрономами Скоттом Шеппардом, Девідом Толеном і Чедом Трухільйо за допомогою 8,2-метрового телескопа Субару Обсерваторії Мауна-Кеа на Гаваях. Про відкриття було оголошено 31 травня 2021 року.
На момент відкриття об'єкт перебував на відстані 111,2 а. о. від Сонця, що робить його третім за віддаленістю від Сонця відомим об'єктом Сонячної системи станом на травень 2022 року після 2018 VG18 (124 а. о.) і 2018 AG37 (~132 а. о.).